# Fränsvikholmen
Fränsvikholmen är en ö i Finland. Den ligger i Bottenviken och i kommunen Larsmo i den ekonomiska regionen  Jakobstadsregionen i landskapet Österbotten, i den nordvästra delen av landet. Ön ligger omkring 100 kilometer nordöst om Vasa och omkring 420 kilometer norr om Helsingfors.
Öns area är 6,6 hektar och dess största längd är 0,5 kilometer i sydöst-nordvästlig riktning.